# Lojajar
Lojajar is een bestuurslaag in het regentschap Bondowoso van de provincie Oost-Java, Indonesië. Lojajar telt 2529 inwoners (volkstelling 2010).